# Europaturm
La Europaturm (traducido como Torre de Europa) es una torre de telecomunicaciones de 337,5 metros de altura, situada en Fráncfort del Meno, Alemania. También es llamada "Ginnemer Spaschel" (Espárrago de Ginnheim en dialecto de Fráncfort), se encuentra en Bockenheim, uno de los barrios de la ciudad (Ginnheim, otro de los barrios, se encuentra a unos metros de distancia). Otro nombre que se le da es "Fernsehturm" ("Torre de televisión"), por ser la primera torre de radiodifusión de Fráncfort.

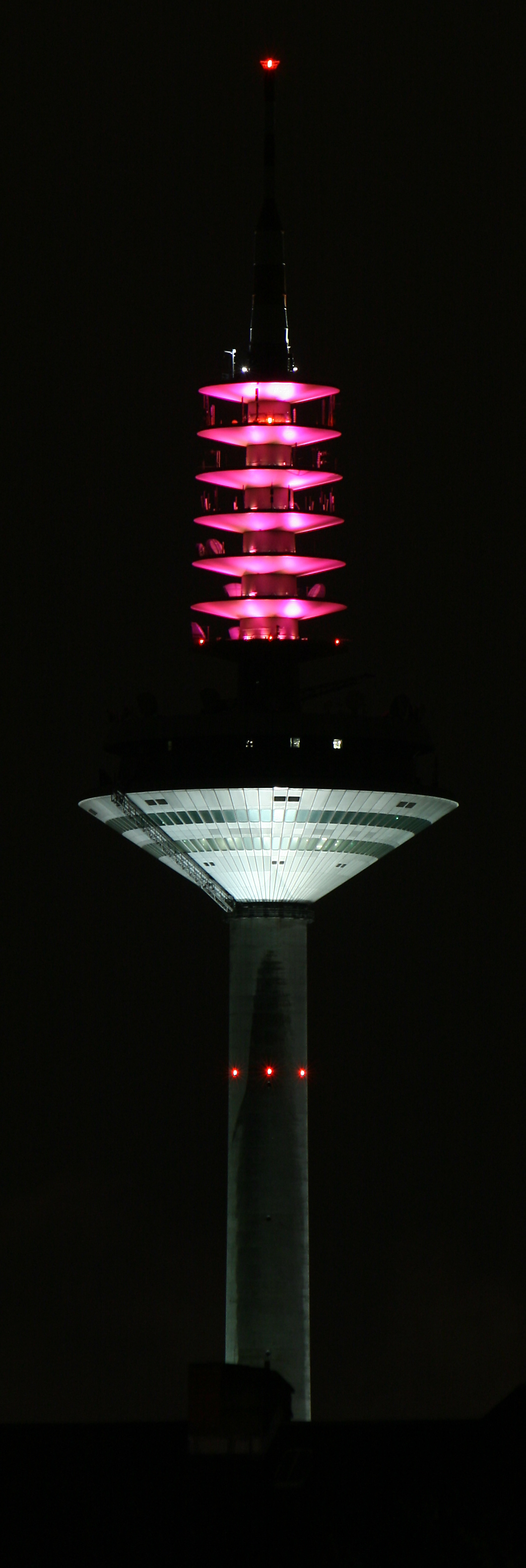
Europaturm por la noche.

## Historia
Diseñada por el arquitecto Erwin Heinle, la construcción de la torre comenzó en 1974. Al ser completada cinco años más tarde, se convirtió en la estructura independiente más alta de Alemania Occidental, con 331 metros. Incluso sin contar la altura de la antena que la corona, el edificio mide 295 metros, lo que aún la hace la segunda estructura más alta de Alemania, por detrás de la torre de televisión de Berlín. Su base, de 59 metros de grosor, es la más ancha de cualquier estructura similar en el mundo.
La parte superior de la torre es giratoria y permite ver una panorámica del área Rin-Meno. Durante varios años, la parte superior de la torre contenía un restaurante y una discoteca, pero desde 1999, la Europaturm permanece cerrada al público.
En septiembre de 2004, la antena fue reemplazada, aumentando la altura total hasta los 337,5 metros actuales. La antena de seis toneladas fue elevada en dos partes en helicóptero.
La altura de la torre es cercana a la de la Torre Eiffel en París, la cual tiene aproximadamente 300 metros de altura, sin contar con su antena de radio de 24 metros.

## Capacidad de radiodifusión
Con la nueva antena, la torre pudo empezar a emitir señal de televisión de alta definición, usando el estándar TDT (el sistema europeo de televisión digital, en oposición al sistema ATSC). Puede transmitir cuatro canales por transmisor, con una capacidad total de 24 canales, a 100 kilovatios por canal.
También es capaz de recibir emisiones vía satélite y emitirlas vía cable terrestre.

## Otros datos
La torre pertenece a T-Systems, la cual es una subsidiaria de Deutsche Telekom. Por la noche se puede apreciar su iluminación magenta, el color de la compañía.